# Lekhani (Baglung)
Lekhani (nepalski: लेखानी) – gaun wikas samiti w zachodniej części Nepalu w strefie Dhawalagiri w dystrykcie Baglung. Według nepalskiego spisu powszechnego z 2011 roku liczył on 626 gospodarstw domowych i 2474 mieszkańców (1478 kobiet i 996 mężczyzn).